# Shannon Airport
Shannon International Airport (Iers: Aerfort na Sionnainne), is een van de drie belangrijke luchthavens in Ierland (samen met de Dublin Airport en Cork Airport).
Shannon handelde in 2013 1,4 miljoen reizigers af. Daarmee is het na Dublin (23,2 mln.) de drukste luchthaven van Ierland. Shannon ligt in het graafschap Clare (an Chláir), in het middenwesten van Ierland, op zowat 24 km (15 mi) bezuiden Ennis en 25 km (16 mi) bewesten Limerick. De terminal centraliseert alle diensten onder een dak.
De luchthaven beschikt over de langste landingsbaan in Ierland (10.496 ft ~ 3200 m) en werd gebruikt als oefenvliegveld voor de Concorde. Verschillende luchtvaartmaatschappijen gebruiken haar nog steeds voor oefeningen en ze stond aangemerkt als uitwijk- en noodlandingsplek voor de (inmiddels buiten gebruik genomen) Amerikaanse Space Shuttle.

## Geschiedenis
Voor de eerste trans-Atlantische diensten waren alleen grote vliegboten geschikt. Door te landen en te starten vanaf het water was er geen dure baan op het land nodig. De eerste vluchten vonden plaats vanaf de Foynes vliegboot terminal aan de andere kust van het estuarium en meer naar de kust gelegen. Door de technologische ontwikkeling tijdens de Tweede Wereldoorlog werden de landvliegtuigen groter en kregen een groter bereik waarmee de vliegboten overbodig werden. In 1946 werd de terminal in Foynes gesloten en verhuisde alle activiteiten naar Shannon Airport.
Tijdens de opkomst van de vliegverbindingen tussen Europa en Noord-Amerika speelde de luchthaven een zeer belangrijke rol. Shannon was het meest westelijke punt van Europa en vliegtuigen konden via Shannon net de overtocht over de Atlantische Oceaan maken en derhalve was het een (tussen)-bestemming voor (bijna) alle vluchten van en naar Noord-Amerika in het pre-straalmotor tijdperk en de beginjaren van het straalmotor tijdperk.
In 1942 werd Shannon Airport geopend nadat het terrein geschikt was gemaakt om een verharde landingsbaan aan te leggen. Na afloop van de Tweede Wereldoorlog begon het trans-Atlantische vliegtijdperk en was Shannon een tussenstop voor de eerste lijndiensten tussen de Verenigde Staten en Europa.
Op 16 september 1945 was Shannon een landingsplaats voor de eerste commerciële trans-Atlantische vlucht van American Overseas Airlines die met een Douglas DC-4 een verbinding verzorgde tussen New York en Europa.
Vanaf dat moment werd Shannon de gateway to Europe en in 1947 was Shannon de eerste plaats waar een duty-free winkel werd geopend en vormde daarmee een model voor de rest van de wereld. In datzelfde jaar werd de passagiersterminal opgeleverd.
In 1958 begon Aer Lingus met haar trans-Atlantische vluchten waarvoor ze een Lockheed Super Constellation toestel (de super-connie) gebruikten.
Door de ontwikkelingen in de jaren 1960 was het niet langer noodzakelijk om in Shannon te landen om bij te tanken: vluchten van en naar de VS konden rechtstreeks hun (eind) bestemming bereiken.
In 1969 werd de exploitatie van het vliegveld overgedragen aan Aer Rianta, de rechtsvoorganger van de Dublin Airport Authority en in hetzelfde jaar werd besloten het vliegveld zodanig uit te breiden dat het de nieuwe Boeing 747 kon ontvangen.
In de 1980's was er een opleving voor Shannon, mede door overeenkomsten met bijvoorbeeld Aeroflot, welke het vliegveld als refuelling-stop gebruikten voor hun vluchten vanuit de Sovjet-Unie naar Midden- en Zuid-Amerika en ook overeenkomsten met bijvoorbeeld Delta Air Lines zorgden voor extra verkeer op Shannon. Na een heronderhandeling van het bilaterale luchtvaartverdrag met de Verenigde Staten zakte het verkeersaanbod weer in maar overeenkomsten met individuele maatschappijen zoals Continental Airlines zorgden voor nieuwe passagiers.
Ten slotte zorgde de sterke opleving van de Ierse economie (de zogenaamde Keltische Tijger-jaren) voor extra vluchten op Shannon, met name ook voor vrachtvluchten, maar de ineenstorting van de Ierse economie bracht ook grote klappen toe aan het verkeer van en naar Shannon.